# Pleuroprion toporoki
Pleuroprion toporoki är en kräftdjursart som beskrevs av Oleg Grigor'evich Kussakin 1972. Pleuroprion toporoki ingår i släktet Pleuroprion och familjen Antarcturidae. Inga underarter finns listade i Catalogue of Life.